# Джайаварман VII
Джайаварма́н Аваталокерасва́ра (санскр. ជយវម៌្មអវតាលោកេរស្វរ), более известный как Джайаварма́н VII (кхмер. ជ័យវរ្ម័នទី៧), ок. 1125 —ок. 1219) — император (чакравартин) Кхмерской империи в 1181 — ок. 1218 годах.
Сын короля Дхараниндравармана II и королевы Джаяраджакудамани. После смерти своей первой супруги — Джаяраджадеви — женился на её сестре Индрадеви. Считается, что обе женщины были источником вдохновения Джайавармана VII, в частности, в его необычайно сильном пристрастии к буддизму.

## Ранние годы
Вероятно, свои ранние годы Джайаварман VII провёл вдали от кхмерской столицы.

## Поражение чамов и коронация
В 1170 году, а затем в 1177 году чамы вторглись в Камбоджу. В 1177 году флот чамов прошел вверх по Меконгу, затем по озеру Тонлесап и неожиданно напал на кхмерскую столицу Яшодхарапуру по притоку со стороны озера, подвергнув её разрушению, а царя — смерти. В 1178 году Джайаварман VII, будучи уже в возрасте за 50, возглавил армию и изгнал чамов. Вернувшись в столицу, он нашёл её в запустении. Он положил конец спорам враждующих фракций и в 1181 году короновался. В ранние годы своего правления он, вероятно, отразил ещё одну атаку чамов и подавил восстание в королевстве-вассале Мальянг (Баттамбанг). Ему помог своими военными навыками беглый принц Шри Видъянанда, который затем сыграл важную роль в поражении и завоевании Тьямпы (1190—1191). В его правление Кхмерская империя переживала эпоху своего наибольшего могущества — она занимала самую обширную территорию: равнину Корат, долины рек Менам и Меконг, часть южной Малайзии, северный Лаос и Тьямпу. Данью были обложены Ява, бирманское государство Харипунджайя и, возможно — Дайвьет.
Джайаварман VII был первым буддистом на троне, сменил культ Шива-девараджи на культ Будда-раджи.
Через два года после смерти Джайавармана VII кхмеры покидают Тьямпу, на отдалённых границах империи начинаются расколы и границам угрожают тайцы. Религиозный раскол брахманов не приобретает силу, империя принимает Хинаяну (Малую Колесницу), что таким образом закрепляет буддизм на кхмерской земле.

## Строительство
Во время своего 30-летнего правления Джайаварман VII осуществлял грандиозную программу строительства общественных зданий и храмов. Будучи приверженцем буддизма махаяны, он провозгласил своей целью облегчить страдания своего народа. Одна из надписей сообщает нам: «Он страдал от боли своих подданных больше, чем от своей собственной, боль тел человеческих для него была духовной болью, и оттого ещё более пронзительной.» Это заявление должно читаться в свете того непреложного факта, что возведение многочисленных храмов требовало труда тысяч рабочих, и правление Джайавармана VII было отмечено централизацией государства и концентрацией населения в больших центрах.
Историки выделяют три этапа в строительной программе Джайавармана VII. На первом этапе он концентрировался на строительстве общественных объектов, таких как больницы, дома отдыха вдоль дорог и резервуары для воды. После этого он построил пару храмов в память о своих родителях — Та Пром в честь своей матери и Преах Кхан в честь отца. И, наконец, он построил собственный храм-гору Байон и город Ангкор-Тхом вокруг него. Он также построил Неакпеан (храм переплетшихся наг), один из самых маленьких и живописных храмов в комплексе Ангкора — фонтан на острове посреди искусственного озера, окруженного четырьмя прудами.
Построил в своё правление: Преах Кхан в Ангкоре, Преах Кхан Кампонг Свай, Та Прохм, Неак Поан, Та Сом, Бантеай Кдей, Та Ней, Срахсранг, Ангкор-Тхом, Байон, Слоновую террасу, террасу Прокажённого Короля, водохранилище Королевского дворца.

### Та Пром
В 1186 году Джайаварман VII посвятил храм Та Пром (глаз Брахмы) своей матери. Одна из надписей говорит, что 80,000 человек обслуживали храм, среди них 18 верховных жрецов и 615 танцовщиц. Здесь снимался первый фильм о Ларе Крофт.

### Ангкор-Тхом и Байон
Ангкор-Тхом («Великий Ангкор») был новым городским центром, в то время называвшимсся Индрапаттха. В центре нового города стоит одно из его самых выдающихся достижений — храм, который теперь называется Байон, многоликий храм с множеством башен, совмещающий в себе иконографию буддизма и индуизма. На внешних стенах барельефы, на которых изображены не только битвы, но также и повседневная жизнь кхмерской армии и её обоза. Эти барельефы изображают людей, идущих за армией с животными и повозками, охотников, женщин, готовящих еду, торговок, продающих что-то китайским купцам. Также есть изображения битвы на Великом озере Тонлесап.
Джайаварман VII был великим и великодушным королём Камбоджи. Он построил 102 больницы для своих подданных. Согласно надписи в храме Преах Кхан, у него было две жены и четыре сына, что также подтверждается надписью в храме Та Пром.
Посмертное имя: Маха Парамасаугатапада (санскр. មហាបរមសៅគាតបាទ)